# Arthur Dewar, Lord Dewar

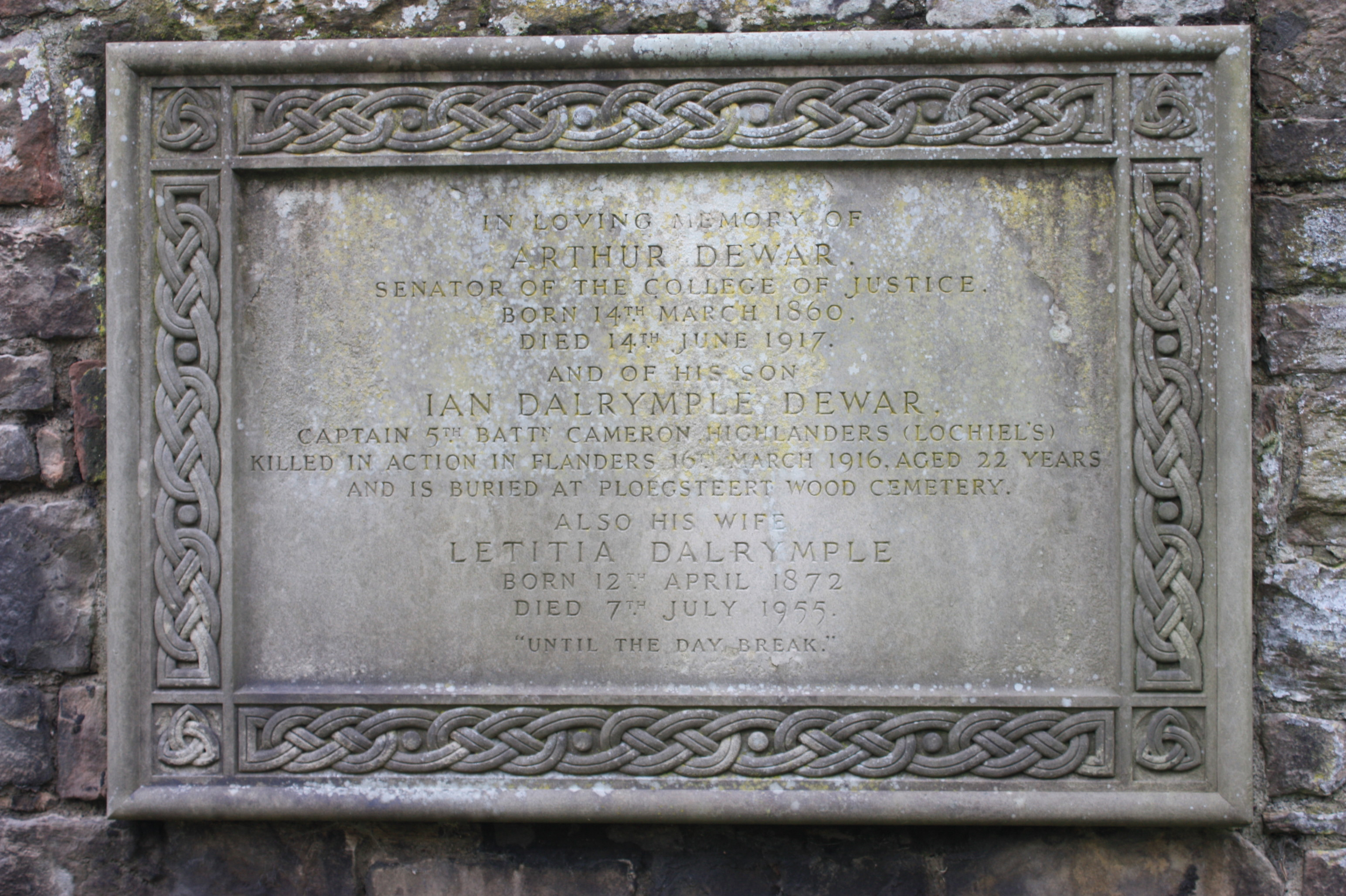
Grab von Arthur Dewar auf dem Dean Cemetery in Edinburgh

Arthur Dewar, Lord Dewar KC (* 14. März 1860; † 14. Juni 1917) war ein schottischer Politiker und Richter.

## Leben
Dewar wurde 1860 als Sohn von John Dewar und dessen Ehefrau Jane Gow geboren. Er studierte an der Universität Edinburgh und verließ sie mit einem Masterabschluss. 1885 erhielt er seine Zulassung als Anwalt. Am 2. August 1892 ehelichte Arthur Dewar Letitia Dalrymple Bell. 1903 wurde Dewar als Kronanwalt eingesetzt und bekleidete zwischen 1909 und 1910 die Position des Solicitor General for Scotland. Das Amt eines Senator of the College of Justice hatte er ab 1910 bis zu seinem Tode 1917 inne. In dieser Funktion erhielt Dewar seinen juristischen Ehrentitel Lord Dewar.

## Politischer Werdegang
Nach dem Ableben des Liberalen Unionisten Robert Cox, welcher den Wahlkreis Edinburgh South im britischen Unterhaus vertrat, wurden in diesem Wahlkreis Nachwahlen erforderlich. Zu diesen kandidierte Dewar für die Liberal Party gegen den Konservativen Andrew Gilbert Wauchope. Mit einem Stimmenanteil von 53,8 % setzte sich Dewar am 19. Juni 1899 gegen Wauchope durch und zog erstmals in das House of Commons ein.
Bei den folgenden Unterhauswahlen 1900 bewarb sich der Liberale Unionist Andrew Agnew gegen Dewar um das Mandat von Edinburgh South. Am Wahltag unterlag Dewar mit einer Differenz von nur 111 Stimmen und schied in der Folge zunächst aus dem Unterhaus aus.
Nachdem sich Agnew bei den Unterhauswahlen 1906 um keine weitere Amtszeit bewarb, kandidierte nun der Konservative William C. Smith gegen Dewar. Dewar gewann die Wahlen deutlich und erhielt wieder einen Sitz im britischen Unterhaus. Bei den folgenden Wahlen im Januar 1910 verteidigte er sein Mandat gegen den Konservativen Harold B. Cox. Mit seiner Ernennung zum Senator of the College of Justice, gab Dewar sein Mandat zurück und schied aus dem House of Commons aus. Die fälligen Nachwahlen entschied Dewars Parteikollege Charles Henry Lyell für sich.